# محوطه آقا پیر حیدر
محوطه آقا پیر حیدر مربوط به سده‌های اولیه دوران‌های تاریخی پس از اسلام است و در شهرستان بهبهان، بخش مرکزی، دهستان حومه، روستای گرمز واقع شده و این اثر در تاریخ ۱ مرداد ۱۳۸۶ با شمارهٔ ثبت ۱۹۲۵۴ به‌عنوان یکی از آثار ملی ایران به ثبت رسیده است.